# جف تیموشاک
جف تیموشاک (انگلیسی: Jeff Tymoschuk؛ زادهٔ ۶ آوریل ۱۹۷۴) موسیقی‌دان و آهنگساز اهل کانادا است. وی از سال ۲۰۰۲ میلادی تاکنون مشغول فعالیت بوده‌است.
از فیلم‌ها یا مجموعه‌های تلویزیونی که وی در آن‌ها نقش داشته‌است، می‌توان به تفنگدار دریایی ۴: هدف متحرک، لپرکان: ریشه‌ها و کارآگاه خوش‌خوراک اشاره نمود. وی همچنین برای بازی‌های ویدئویی سگ‌های خوابیده، دث اسپانک، جیمز باند ۰۰۷: همه‌چیز یا هیچ‌چیز، جیمز باند ۰۰۷: شب جهنمی و سیمپسون‌ها: زدن و فرار کردن موسیقی ساخته‌است.